# Bernhoff Hansen
Bernhoff Hansen (n. 17 august 1877, Comuna Saltdal, Nordland, Norvegia – d. 22 decembrie 1950, Smithtown⁠(d), New York, SUA) a fost un luptător ce a reprezentat Norvegia, medaliat olimpic. A participat la o ediție a Jocurilor Olimpice (1904) în care a câștigat o medalie de aur.

## Participări
Lista de mai jos prezintă principalele competiții la care a participat Bernhoff Hansen de-a lungul carierei.
- wrestling at the 1904 Summer Olympics – men's freestyle heavyweight[*]